# Englische Cricket-Nationalmannschaft in den Niederlanden in der Saison 2022
Die Tour der englischen Cricket-Nationalmannschaft in die Niederlande in der Saison 2022 fand vom 17. bis zum 22. Juni 2022 statt. Die internationale Cricket-Tour war Bestandteil der Internationalen Cricket-Saison 2022 und umfasste drei ODIs. Die ODIs waren Bestandteil der ICC Cricket World Cup Super League 2020–2023. England gewann die Serie mit 3–0.

## Vorgeschichte
England spielte vor und nach der Tour eine Test-Serie gegen Neuseeland, während es für die Niederlande die erste Tour der Saison war. Auch war es das erste Aufeinandertreffen der beiden Mannschaften bei einer offiziellen bilateralen Tour.

## Stadion
Das folgende Stadion wurden für die Tour als Austragungsort vorgesehen.
| Stadion            | Stadt      | Kapazität | Spiele      |
| ------------------ | ---------- | --------- | ----------- |
| VRA Cricket Ground | Amstelveen | 4.500     | 1. – 3. ODI |

## Kaderlisten
England benannte seinen Kader am 31. Mai 2022. Die Niederlande benannten ihren Kader am 10. Juni 2022.
| ODI | ODI |
| Niederlande | England |
| --- | --- |
| - Pieter Seelaar (K) - Musa Ahmad - Shariz Ahmad - Logan van Beek - Philippe Boissevain - Tom Cooper - Aryan Dutt - Scott Edwards (wk) - Clayton Floyd - Vivian Kingma - Fred Klaassen - Ryan Klein - Bas de Leede - Paul van Meekeren - Teja Nidamanuru - Max O’Dowd - Tim Pringle - Vikramjit Singh - Shane Snater | - Eoin Morgan (K) - Moeen Ali - Jos Buttler - Brydon Carse - Sam Curran - Liam Livingstone - Dawid Malan - David Payne - Adil Rashid - Jason Roy - Phil Salt - Reece Topley - David Willey - Luke Wood |

## One-Day Internationals

### Erstes ODI in Amstelveen
| 17. Juni Scorecard | Amstelveen | England 498-4 (50)           | – | Niederlande 266 (49.4) |
|                    |            | England gewinnt mit 232 Runs |   |                        |

Die Niederlande gewann den Münzwurf und entschied sich als Feldmannschaft zu beginnen. Von den englischen Eröffnungs-Battern konnte sich Phil Salt etablieren und erzielte zusammen mit dem dritten Schlagmann Dawid Malan eine Partnerschaft über 222 Runs. Nachdem Salt nach einem Century über 122 Runs aus 93 Bällen ausgeschieden war, folgte ihm Jos Buttler aufs Feld. Nach einer weiteren Partnerschaft über 184 Runs verlor Malan nach 125 Runs aus 109 Bällen sein Wicket. Buttler konnte dann mit Liam Livingstone eine letzte Partnerschaft aufbauen, wobei Buttler bis zum Ende des Innings ein Century über 162* Runs aus 70 Bällen und Livingstone 66* Runs erzielte. Das führte insgesamt zu 498 Runs, einem neuen Weltrekord im ODI-Cricket. Bester Bowler für die Niederlande war Pieter Seelaar mit 2 Wickets für 83 Runs. Für die Niederlande konnte sich von den Eröffnungs-Battern Max O’Dowd etablieren und an seiner Seite Vikramjit Singh 13 Runs und Musa Ahmad 21 Runs erzielen. Ihnen folgte Tom Cooper und O’Dowd verlor nach einem Half-Century über 55 Runs sein Wicket. Nachdem Bas de Leede 28 Runs erreicht hatte, schied auch Cooper nach 23 Runs aus. Der nachfolgende Scott Edwards und Kapitän Pieter Seelaar konnten eine weitere Partnerschaft erzielen und nachdem Seelaar nach 25 Runs ausgeschieden war, erreichte Edwards ein ungeschlagenes Fifty über 72* Runs. Bester englischer Bowler war Moeen Ali mit 3 Wickets für 57 Runs. Als Spieler des Spiels wurde Jos Buttler ausgezeichnet.

### Zweites ODI in Amstelveen
| 19. Juni Scorecard | Amstelveen | Niederlande 235-7 (41/41)     | – | England 239-4 (36.1/41) |
|                    |            | England gewinnt mit 6 Wickets |   |                         |

Das Spiel begann auf Grund von einem nassen Spielfeld verspätet und die Overzahl wurde auf 41 reduziert. Die Niederlande gewann den Münzwurf und entschied sich als Schlagmannschaft zu beginnen. Nachdem Tom Cooper 17 Runs erreicht hatte, konnten Bas de Leede und Kapitän Scott Edwards eine Partnerschaft über 61 Runs aufbauen. De Leede schied nach 34 Runs aus und wurde durch Teja Nidamanuru gefolgt, der zusammen mit Edwards 73 Runs erreichte. Nidamanuru schied nach 28 Runs aus und wurde durch Logan van Beek ersetzt. Daraufhin verlor auch Edwards sein Wicket nach einem Fifty über 78 Runs und van Beek beendete mit Shane Snater das Innings nach 30* bzw. 17* Runs. Beste Bowler für England waren David Willey mit 2 Wickets für 46 Runs und Adil Rashid mit 2 Wickets für 50 Runs. Die englischen Eröffnungs-Batter Jason Roy und Phil Salt erreichten eine Partnerschaft über 139 Runs. Roy schied nach einem Fifty über 73 Runs aus und wurde durch Dawid Malan gefolgt. Salt konnte ein Half-Century über 77 Runs erzielen und Malan konnte dann zusammen mit Moeen Ali die Vorgabe der Niederländer einholen. Malan erzielte dabei 36* Runs und Ali 42* Runs. Bester niederländischer Bowler war Aryan Dutt mit 2 Wickets für 55 Runs. Als Spieler des Spiels wurde Jason Roy ausgezeichnet.

### Drittes ODI in Amstelveen
| 22. Juni Scorecard | Amstelveen | Niederlande 244 (49.2)        | – | England 248-2 (30.1) |
|                    |            | England gewinnt mit 8 Wickets |   |                      |

England gewann den Münzwurf und entschied sich als Schlagmannschaft zu beginnen. Für die Niederländer konnte Eröffnungs-Batter Max O’Dowd zusammen mit dem dritten Schlagmann Tom Cooper eine Partnerschaft über 72 Runs aufbauen. Cooper schied nach 33 Runs aus und wurde durch Bas de Leede gefolgt. Nachdem O’Dowd nach einem Fifty über 50 Runs sein Wicket verloren hatte, konnte de Leede zusammen mit Kapitän Scott Edwards eine Partnerschaft über 84 Runs erzielen. De Leede schied nach 56 Runs aus, jedoch konnte Edwards keinen neuen partner finden und so verlor auch er sein Wicket nach einem Half-Century über 64 Runs. Kurz darauf endete das Innings. Bester englischer Bowler war David Willey mit 4 Wickets für 36 Runs. Für England erzielten Eröffnungs-Batter Jason Roy und Phil Salt eine erste Partnerschaft über 85 Runs. Nachdem Salt nach 49 Runs ausgeschieden war, fand Roy mit Jos Buttler einen weiteren Partner. Zusammen konnten sie mit 164* Runs dann die Vorgabe der Niederländer einholen. Roy erzielte dabei ein Century über 101* Runs aus 86 Bällen und Buttler ein Fifty über 86 Runs aus 64 Bällen. Bester niederländischer Bowler war Paul van Meekeren mit 2 Wickets für 59 Runs. Als Spieler des Spiels wurde Jason Roy ausgezeichnet.

## Auszeichnungen

### Player of the Series
Als Player of the Series wurden der folgende Spieler ausgezeichnet.
| Serie | Player of the Series |
| ----- | -------------------- |
| ODI   | Jos Buttler          |

### Player of the Match
Als Player of the Match wurden die folgenden Spieler ausgezeichnet.
| Spiel  | Player of the Match |
| ------ | ------------------- |
| 1. ODI | Jos Buttler         |
| 2. ODI | Jason Roy           |
| 3. ODI | Jason Roy           |